# Résiste – Aufstand der Praktikanten
Résiste – Aufstand der Praktikanten ist ein Spielfilm von Jonas Grosch. Der Film hatte seine Premiere auf dem Filmfest Hamburg 2009 und kam am 12. November 2009 in die deutschen Kinos. Résiste – Aufstand der Praktikanten ist außerdem die Abschlussarbeit von Regisseur Jonas Grosch, Kameramann Matthias Hofmeister, Tonmeister Veit Norek und Producer / Produktionsleiter Maxim Juretzka an der HFF Potsdam.

## Handlung
Der opportunistische Yuppie Till fristet wie seine beiden Freunde Tamara und Toto ein Dasein als Praktikant. Nachdem ihre Hoffnung auf eine Festanstellung nicht erfüllt wird, hat Till eine ungewöhnliche Geschäftsidee und gründet mit Tamara und Toto eine eigene Firma. Diese verhilft Praktikanten mit streitbaren Methoden zu mehr Ansehen, Respekt und einer besseren Stellung. Schnell wird Till zum Jungunternehmer des Jahres gewählt. Sein Erfolg bringt ihm jedoch nicht nur Freunde. Mit einem Male taucht der geheimnisvolle Magnum auf, seines Zeichens Repräsentant der Reichen und Mächtigen, um die junge Firma von Till zu kaufen. Unter den drei Freunden entbrennt ein Streit über das beste Vorgehen. Zusätzlich verkompliziert wird die Situation noch durch Tills halbfranzösische Kinderliebe und Linksaktivistin Sydelia. Diese ist extra aus Frankreich angereist und will ihren Jugendfreund Till unterstützen. Während Till gerade Chef seiner eigenen Praktikanten-Beraterfirma geworden ist und damit eine lukrative Marktlücke entdeckt hat, hat Sydelia eine ganz andere Sicht auf die Beschäftigung von kostenlosen Praktikanten in der Wirtschaft. Die resolute Aktivistin will einen Aufstand der Praktikanten organisieren, einen bundesweiten Generalstreik. Mit französisch revolutionärem Geist, viel Elan und der Maxime „Résiste!“ versucht sie, Till aus der kapitalistischen Welt zu befreien und auf ihre Seite zu ziehen. Doch dem Jungunternehmer geht es nur um Umsatz und nicht um Umsturz. Von Demonstrationen und Revolutionen hat Till aufgrund seiner Kindheitserlebnisse längst genug. Als Kind war er ständig mit seinen Eltern auf Demos, was er ihnen bis heute verübelt. So kämpfen Till und Sydelia beide zunächst jeweils für ihre Wertvorstellungen, aber kommen sich im Laufe der Zeit auch privat näher. Als dann die Wirtschaft mit Hilfe von Magnum versucht, Tills Firma zu übernehmen, hilft nur noch der Gegenschlag: ein Praktikanten-Generalstreik, der ganz Deutschland lahmlegt.

## Sonstiges
- Die deutschen Ska-Bands The Busters und Black Cat Zoot haben Lieder zum Soundtrack des Filmes beigesteuert.[1]
- Der Film beschäftigt sich auf humorvolle Art und Weise mit dem Phänomen Generation Praktikum.

## Kritiken
„Es geht hier eigentlich um ein bitteres Thema. Auch wenn man sich im Film am Ende mit der Bundeskanzlerin auf praktikantenfreundlichere Bedingungen einigt, wird das in der Realität noch lange Zukunftsmusik bleiben. Jonas Grosch, der Bruder von Katharina Wackernagel, schafft es gekonnt, sich dem Thema mit Heiterkeit und Augenzwinkern zu nähern, aber gleichzeitig auch seine Figuren ernst zu nehmen. Man kann nicht zuletzt lachen, weil man die Situation des Praktikanten-Daseins entweder selbst oder von Bekannten oder Verwandten kennt.“

„Für seine erste Spielfilmarbeit sicherte sich Grosch – ganz nach dem Praktikantenprinzip – die Dienste einiger Familienmitglieder, die wohl dafür sorgten, dass sich das Budget bei diesem leicht idealistisch angehauchten Projekt im Rahmen hielt. Neben Onkel Christof Wackernagel und seiner Mutter Sabine Wackernagel als übrig gebliebene 68er Eltern von Till übernahm Schwester Katharina („Das Wunder von Bern“) die weibliche Hauptrolle. Dabei erschließt sich nicht unbedingt, warum Sydelia aus Frankreich kommen muss – außer vielleicht wegen des charmanten Akzents. Der Part von Devid Striesow, der einen golfspielenden Teufel in Gestalt eines Großkapitalisten mimt, gibt dem Ganzen eine übersinnliche Note, die nicht nötig ist. Gut ist Résiste! immer dann, wenn Politik satirisch verarbeitet wird  – etwa, wenn Till sich beschwert, dass er als Jugendlicher unter chronischer Blasenentzündung litt, weil er mit seinen Eltern immer zu den Sitzblockaden nach Brokdorf und Wackersdorf musste. Originell ist auch die Idee, dass Tills Büro nur über eine Geheimtür und eine Rutsche zugänglich ist, sowie die, seit Good Bye, Lenin! immer wieder gerne genommenen, manipulierten TV-Nachrichten, mit der man die Praktikanten zu mobilisieren versucht. Wer Themen wie den Konflikt der Generationen, den Kampf der (Polit-)Systeme und die Gepflogenheiten moderner Jungunternehmen locker-leicht präsentiert in einer Love Story verpackt sehen will, der ist hier gut aufgehoben.“

„Der Film, der heute in die Kinos kommt, ist zwar nicht das Sozial- oder Dokudrama zur Generation Praktikum, doch die Komödie beleuchtet, auch mal surreal, klug die Nöte derer, die sich nach zig Praktika, reichlich Auslandserfahrung und super Abschlüssen als un- oder zumindest unterbezahlte Arbeitskräfte verdingen.“

## Auszeichnungen
- 2009: Nominierung für den First Steps Award in der Kategorie Abendfüllende Spielfilme
- 2010: Nominierung für den Studio Hamburg Nachwuchspreis in der Kategorie Bestes Drehbuch